# Herb gminy Malechowo
Herb gminy Malechowo – jeden z symboli gminy Malechowo, ustanowiony 26 kwietnia 2002.

## Wygląd i symbolika
Herb przedstawia na tarczy dzielonej w pas w polu górnym na zielonym tle złotego jelenia, natomiast w polu dolnym na złotym tle dwie zielone ryby.